# Yang Yanzhao
Yang Yanzhao (楊延昭) est né en 958 et est mort 9 février 1014. Il est aussi nommé Yang Yanlang (楊延朗) avant 1012. Il est un général de la Dynastie des Song du Nord dans la Chine ancienne. Pendant plus de 2 décennies, il a défendu la frontière septentrionale des Song contre les Khitans, dirigés par la dynastie des Liao, en aidant les Song à contrecarrer les tentatives d'invasion répétées des Liao entre 999 et 1004.
Il est l'un sept fils de Yang Ye. L'Histoire des Song mentionne qu'il était appelé Yang Liulang (楊六郎, littéralement "le 6e fils de Yang") par les Khitans qui le craignaient. Dans les légendes des Généraux de la Famille Yang, largement romancées, Yang Yanzhao est le sixième fils de Yang Ye, ce qui permet d'expliquer son surnom, même si certains historiens pensent qu'il était en réalité l'aîné ou le deuxième fils de Yang Ye.

## Débuts
Le prénom de Yang Yanzhao était originellement Yanlang (延朗). Enfant, il était calme mais appréciait de jouer à des jeux de stratégie militaire. Son père Yang Ye (alors encore appelé Liu Jiye), un éminent général, a fait observer que Yanlang lui ressemble, et qu'il l'emmènerait avec lui dans les campagnes militaires.
En 986, les armées de la Dynastie des Song entreprirent une campagne de grande échelle dans le nord pour prendre les Seize Préfectures gouvernés par les Khitans de la dynastie Liao.
Yang Yanzhao a été le général de l'avant-garde pour l'armée de son père Yang Ye pendant les attaques sur les préfectures de Yingzhou et de Shuozhou. Il a combattu malgré une blessure causée par une flèche perçant son bras lors de la bataille de Shuozhou. Après la mort de son père, il est nommé vice-commissaire de la cérémonie d'honneur (崇儀副使) et envoyé à Jingzhou. Dans les années qui suivirent, il vint à Huainan pour superviser les réparations après les inondations de la Rivière Yangtze et de la Rivière Huai. Il devient ensuite le commissaire inspecteur métropolitain (都巡檢使) de la province de Baozhou sur la frontière du royaume Song, où il resta pour le restant de sa vie.
À la frontière, Yang perpétue la tradition de son père en inculquant la discipline à ses troupes en donnant le bon exemple. Il avait quelques serviteurs et compagnons dû à son rang mais il supportait les mêmes difficultés que ses soldats. Il se lia d'amitié avec Yang Si (楊嗣), un courageux général de la frontière, et les roturiers devaient progressivement appeler le duo "deux Yangs".

## La guerre contre Liao
Durant l'hiver de 999, Yang gardait la petite cité de Suicheng (遂城, encore aujourd'hui dans le Xian de Xushui) pendant que l'armée de Liao l'assiégeait et l'attaquait en permanence. Xiao Chuo, la charismatique impératrice douairière des Liao, a personnellement supervisé les attaques. Disposant de peu de ressources dans la ville, les soldats de Yang en infériorité numérique sont plus effrayés chaque jour. Yang recrute rapidement des hommes parmi la population de la ville pour renforcer les troupes qui défendaient Suicheng, et leur fournit armes et armures. Il ordonne également à ses hommes de se déverser de l'eau sur l'extérieur des remparts de la cité. Etant donné que la température était proche du gel, l'eau se transforme rapidement en glace, rendant impossible les tentatives des Liao d'escalader les murailles. Finalement, les armées Liao doivent battre en retraite et Yang Yanzhao les poursuit et récupère beaucoup d'armures.
La nouvelle de la victoire n'a été initialement rapportée à l'Empereur Zhenzong de la Chanson par Fu Qian (傅潛), le commissaire militaire régional responsable de 80 000 soldats. Par peur de subir une défaite, Fu Qian avait essayé d'éviter la confrontation avec l'armée d'invasion Liao. Lorsque les "deux Yangs" et autres généraux ont demandé à plusieurs reprises des troupes et les ordres d'attaque, Fu les ont toujours rudement refusé. Une fois que l'Empereur Zhenzong découvre la situation, Fu est démis de son poste et Yang Yanlang est appelé pour le replacer. Yang décrit à l'Empereur la situation à la frontière et a répondu à toutes les interrogations de l'empereur à sa grande satisfaction. Impressionné, l'Empereur Zhenzong rapporta à plusieurs princes "le père de Yanlang a été un grand général pour le précédent empereur. Yanlang défend maintenant la frontière et commande son armée tout comme son père. Il est hautement louable." Yang a été nommé l'inspecteur régional (刺史) de Mozhou (莫州, aujourd'hui Maozhou) et reçu de nombreuses récompenses. A son habitude, au lieu d'apporter les cadeaux de retour à sa famille, il les distribue à ses soldats.
Lorsque les armées Liao envahissent à nouveau durant l'hiver, Yang les combat mais doit battre en retraite, appâtant son ennemi vers l'ouest de la montagne, au lieu-dit Yangshan (羊山, aujourd'hui, dans le Xian de Xushui), où il avait préparé une embuscade. L'armée Liao a été anéantie et Yang retourne présenter, la tête coupée d'un général Liao à l'Empereur Zhenzong. Avec Yang Si, Yang Yanlang est promu comme commissaire militaire formateur (團練使) en 1001. Parlant à ses ministres, l'Empereur Zhengzong caractérise les deux Yangs" comme loyaux et courageux, ajoutant, que "beaucoup à la cour impériale sont jaloux d'eux, mais je les défendrai avec (ma) puissance". Lorsque, en 1002, le "deux Yangs", en route pour renforcer les assiégés de la cité de Baozhou, sont attaqués et perdent beaucoup de soldats, l'Empereur Zhenzong leur pardonne, en disant : "(Leur) courage est connue, je vais juste regarder leur futures accomplissements."
En 1004, la dynastie Liao lance une invasion majeure vers le sud et en arrive à un cessez-le-feu avec les forces Song à Chanzhou (aujourd'hui dans le Puyang). L'Empereur Zhenzong vient à la frontière et stimule fortement le moral des soldats Song. Les Liao sont décidés à négocier un traité de paix, mais Yang Yanzhao exprime fortement son désaccord : "alors que les Khitans sont à l'arrêt dans Chanzhou, des milliers de li les séparent de leur maison dans le nord, leurs soldats et les chevaux sont très fatigués. Malgré leur grand nombre, ils pourraient être facilement vaincu à présent". 
Cependant l'Empereur Zhenzong décide finalement d'un traité de paix, connu sous le nom de Traité de Chanyuan, qui précise que les Song doivent payer un tribut annuel aux Liao. Pour ébruiter ses protestations, Yang Yanzhao combat une dernière fois durant la retraite des Liao, tue et capture d'innombrables Liao soldats.

## Après la guerre
Selon l'Histoire des Song, Yang Yanzhao est un intelligent et brave général qui commandait une armée disciplinée pendant plusieurs décennies sur la frontière. Il partageait toutes les récompenses qu'il recevait et n'a jamais rien apporter à la maison. Pendant les batailles, il combattait avec ses soldats sur le champ de bataille et a souvent attribué ses victoires à ses subordonnés. Par conséquent, ses soldats lui étaient très fidèles. Quand il décède à l'âge de 56 ans, l'Empereur Zhenzong, très attristé, ordonné un envoyé spécial pour ramener son cercueil à la capitale. Beaucoup de gens ont pleuré quand ils virent son cercueil.
Ses trois fils survivants, Yang Chuanyong (楊傳永), Yang Dezheng (楊德政) et Yang Wenguang sont tous devenus fonctionnaires.

## Dans la fiction
Dans les Généraux de la Famille Yang, Yang Yanzhao est le sixième fils de Yang Ye et She Saihua. Il est le seul fils qui revient auprès de sa famille après la bataille perdue des Sables dorés. Dans les histoires, il est également appelé Yang Jing (楊景).
Il épouse la princesse Chai, une descendant de l'Empereur Shizong de la dynastie Zhou postérieurs. Comme d'autres membres de la famille Chai, la princesse dispose d'un certificat de grâce de l'Empereur Song Taizu. Leur fils Yang Zongbao est également devenu un général Song.